# Quart (Italia)
Quart (pron. /kaʁ/ ; Car in patois valdostano) è un comune italiano sparso di 4 167 abitanti della Valle d'Aosta.

## Geografia fisica

### Territorio

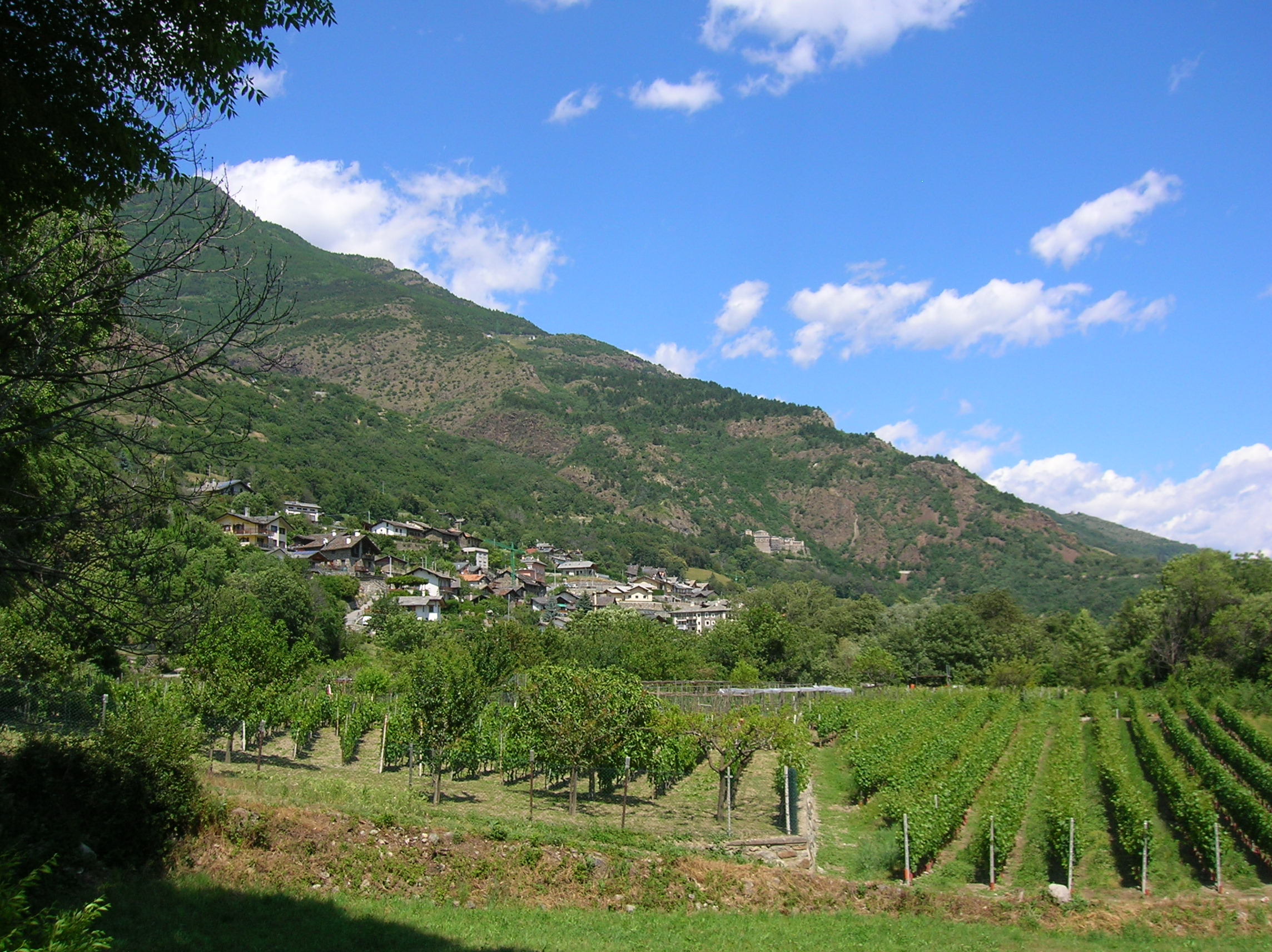
Quart tra i vigneti e, sopraelevato, il castello.

Il comune di Quart occupa la parte orientale della plaine e costituisce una parte della sua zona commerciale, formata dalla regione Amérique. Con i suoi 62 km quadri, è uno dei più estesi della Valle d'Aosta.
- Classificazione sismica: zona 4 (sismicità molto bassa)[5]

## Origini del nome
Il toponimo deriva dal latino quartus, in quanto Quart si trova ad quartum ab Augusta lapidem, a quattro miglia romane da Augusta Praetoria (l'odierna Aosta). L'unica pronuncia corretta è quella alla francese, "car", sebbene oggi tra i non-valdostani sia abbastanza diffusa la variante scorretta "kuàrt".

## Storia

### Epoca romana
In epoca romana da Quart passava la via delle Gallie, strada romana consolare fatta costruire da Augusto per collegare la Pianura Padana con la Gallia. Quart distava quattro miglia da Aosta, da cui il nome in latino del centro abitato (Ad Quartum).

### Il Medioevo
Durante il Medioevo Quart faceva parte dei possedimenti dei signori della Porta Sancti Ursi (Seigneurs de la Porte Saint-Ours), che risiedettero all'interno della Porta Prætoria di Aosta fino al XII secolo e che si arricchirono grazie alle tasse sul passaggio e al controllo sulle fiere e sui mercati che si svolgevano nel Bourg Saint-Ours, il borgo della Collegiata di Sant'Orso di Aosta.
Nel 1185 Jacques de la Porte Saint-Ours spostò la sua sede a Quart, dando avvio alla costruzione del castello sulla collina di Quart, poi rimaneggiato a più riprese, in particolare tra il 1378 e il 1550, quando passò sotto il controllo di Casa Savoia in seguito all'estinzione della casata dei signori di Quart.

### Epoca moderna
In epoca fascista il comune inglobò quelli di Brissogne e Saint-Marcel, e tra il 1929 il 1946 il toponimo rimase italianizzato in Quarto Pretoria.

### Simboli
Lo stemma comunale e il gonfalone sono stati concessi con decreto del Presidente della Repubblica del 16 agosto 1952.
Stemma
Lo stemma riprende, con piccole variazioni, il blasone dei nobili de la Porte de Saint-Ours che era d'argento, al castello a due torri di rosso, murato di nero e merlato alla guelfa, aperto del campo, all'orso di nero, collarinato d'argento, passante alla base della porta e ad essa incatenato di nero.
Gonfalone

## Monumenti e luoghi d'interesse

### Architetture religiose
Oltre alla chiesa parrocchiale di Sant'Eusebio, risalente nella struttura attuale alla fine del XVII secolo, sono di notevole interesse il monastero femminile carmelitano "Mater Misericordiæ" in località Villair, inaugurato nel 1989 e visitato in due occasioni da Giovanni Paolo II, e l'eremo del Beato Emerico (Éméric o Ayméric de Quart), dedicato al beato che fu vescovo della diocesi di Aosta nel XIV secolo.

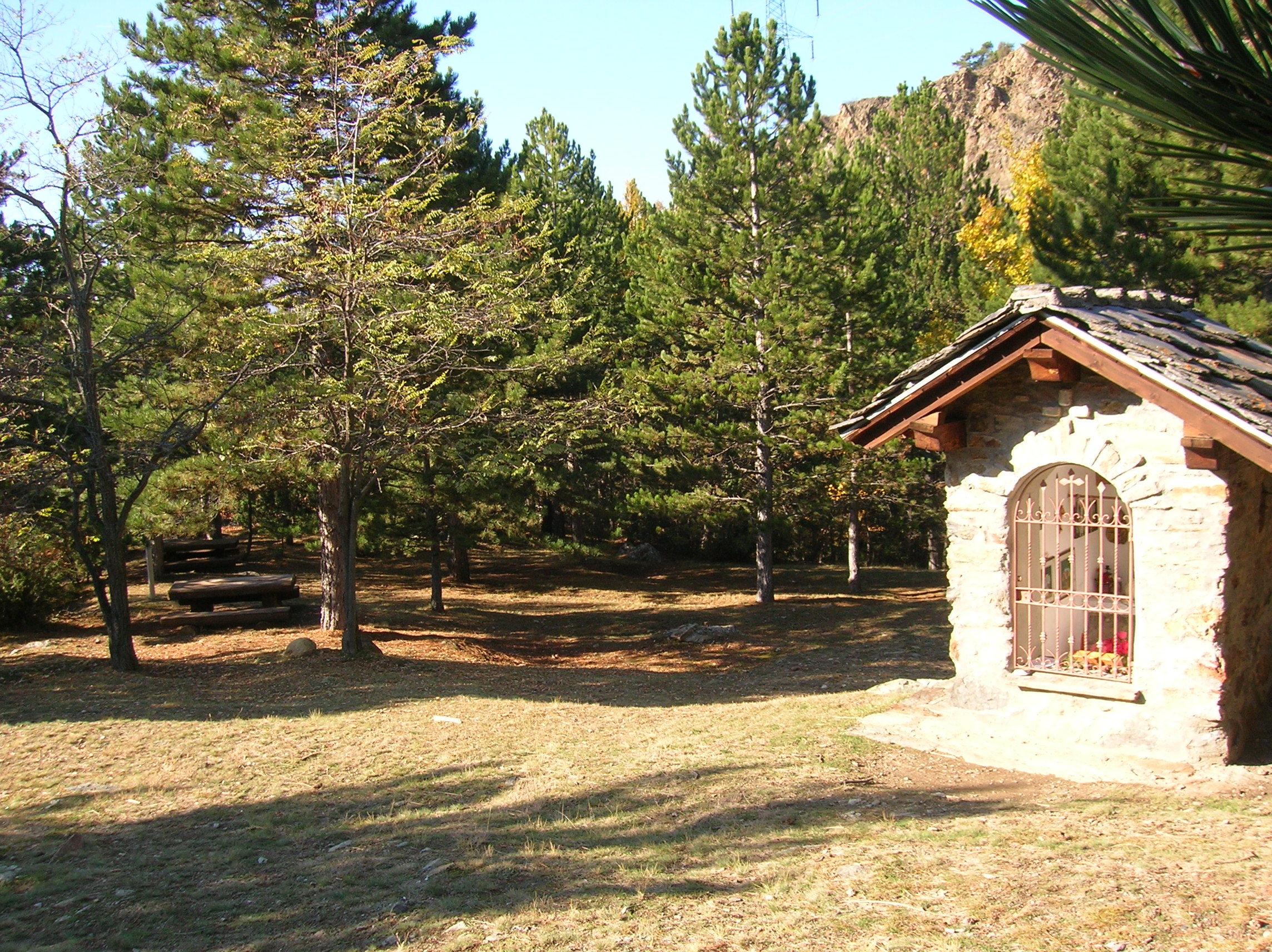
L'eremo del Beato Emerico
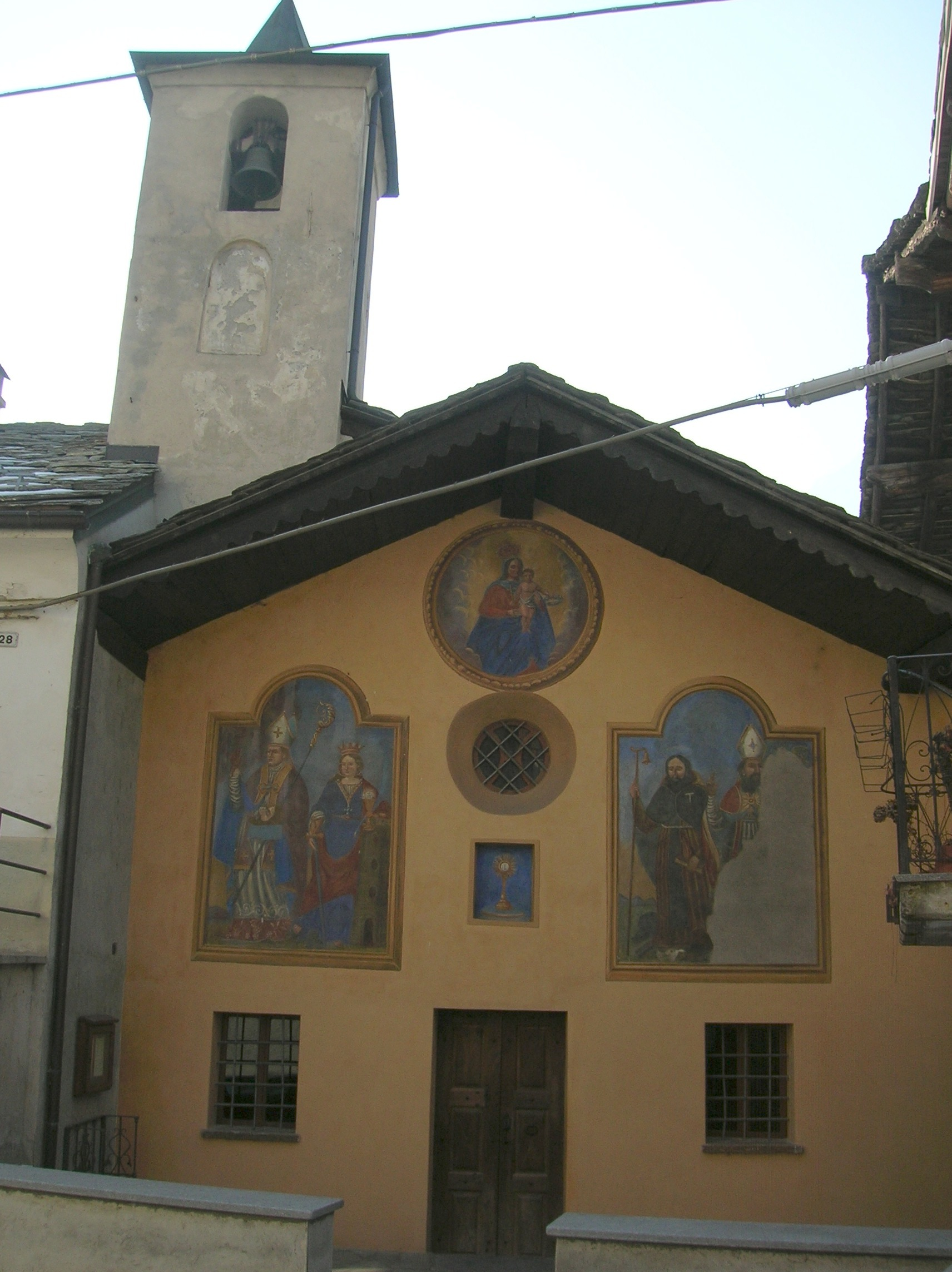
La chiesa di Villefranche

### Architetture militari
- Il comune è dominato dal castello dei signori di Quart, costruito verso il 1180 e ampliato in vari periodi successivi. Si trova in località Villair ed è stato riaperto al pubblico nel 2009 dopo un restauro.
- Sopra Villefranche, che fu un borgo fortificato protetto da mura sotto Giacomo di Quart, si trova la Tour de Chétoz o Chéttoz, un'antica torre di segnalazione detta tornalla.
- Un'altra torre di segnalazione a pianta quadrata è presente a Ville-sur-Nus.
- In località Villefranche si trova la casaforte di Villefranche, della fine del XV secolo[12].
- La casaforte di Povil o castello La Tour Povil, a Povil, oggi trasformata in cascina.
- La casaforte La Tour Champlan, in località Champlan, oggi trasformata in cascina.
- Torre Palmier in località Larey.

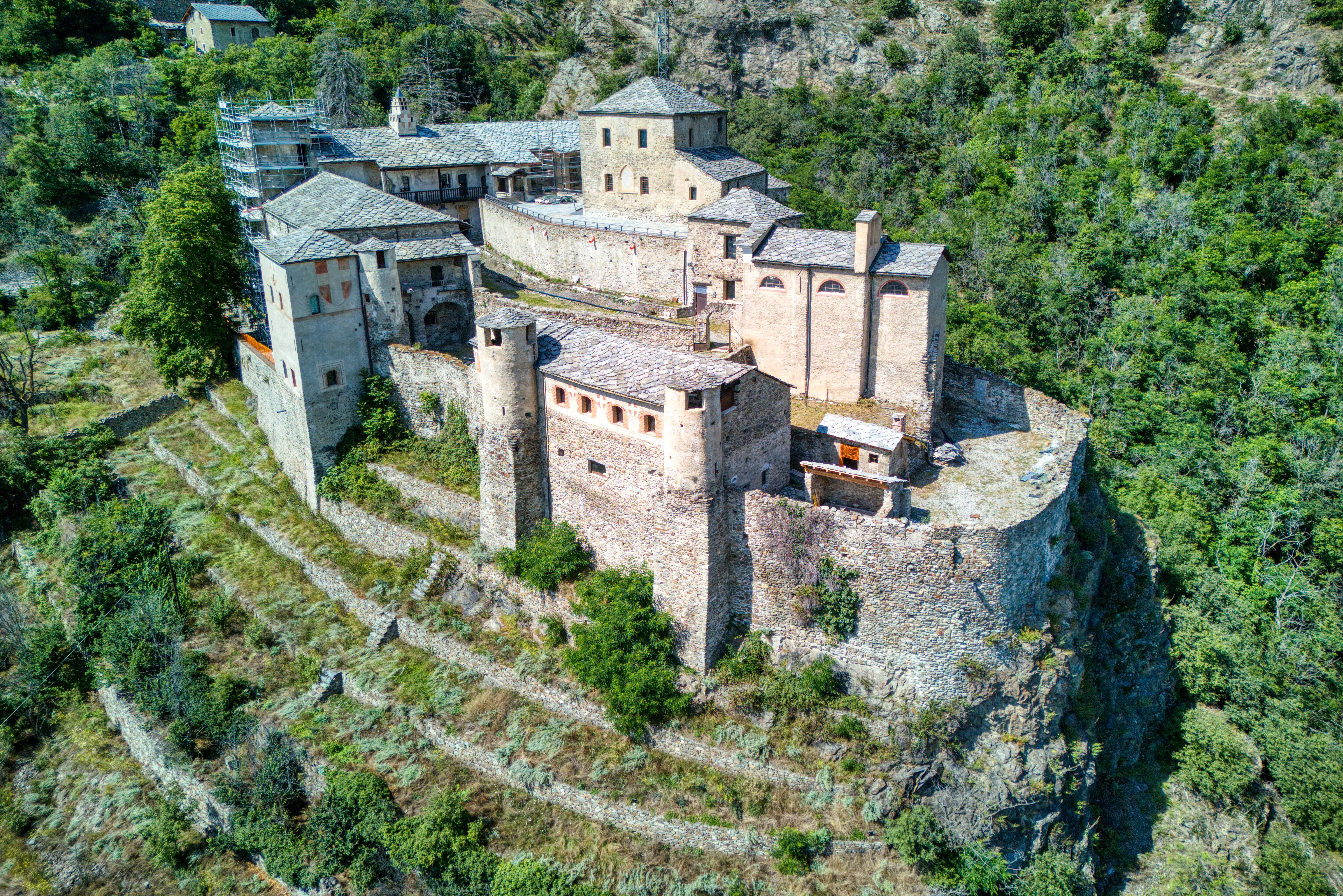
Il castello di Quart
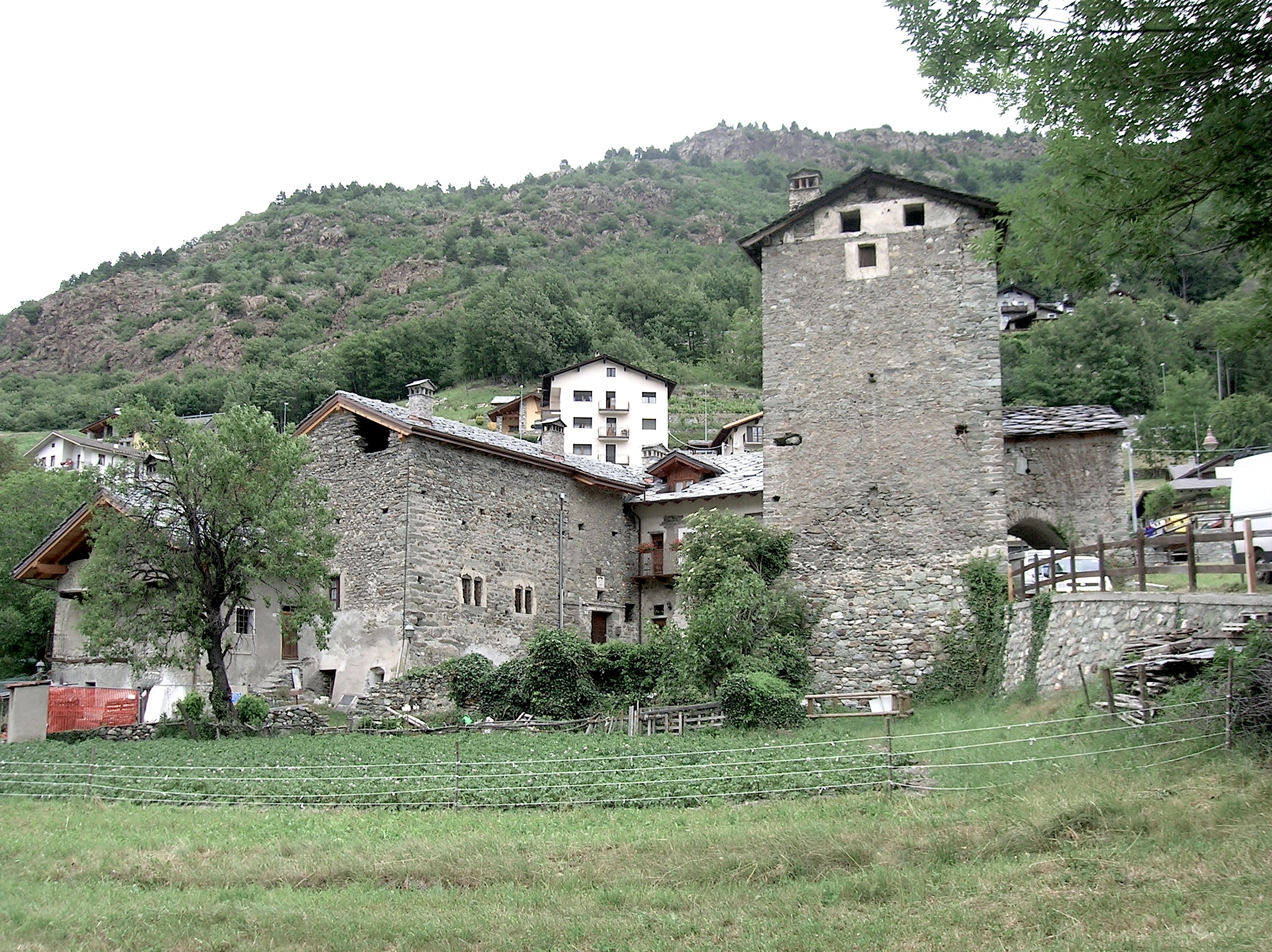
La casaforte di Povil
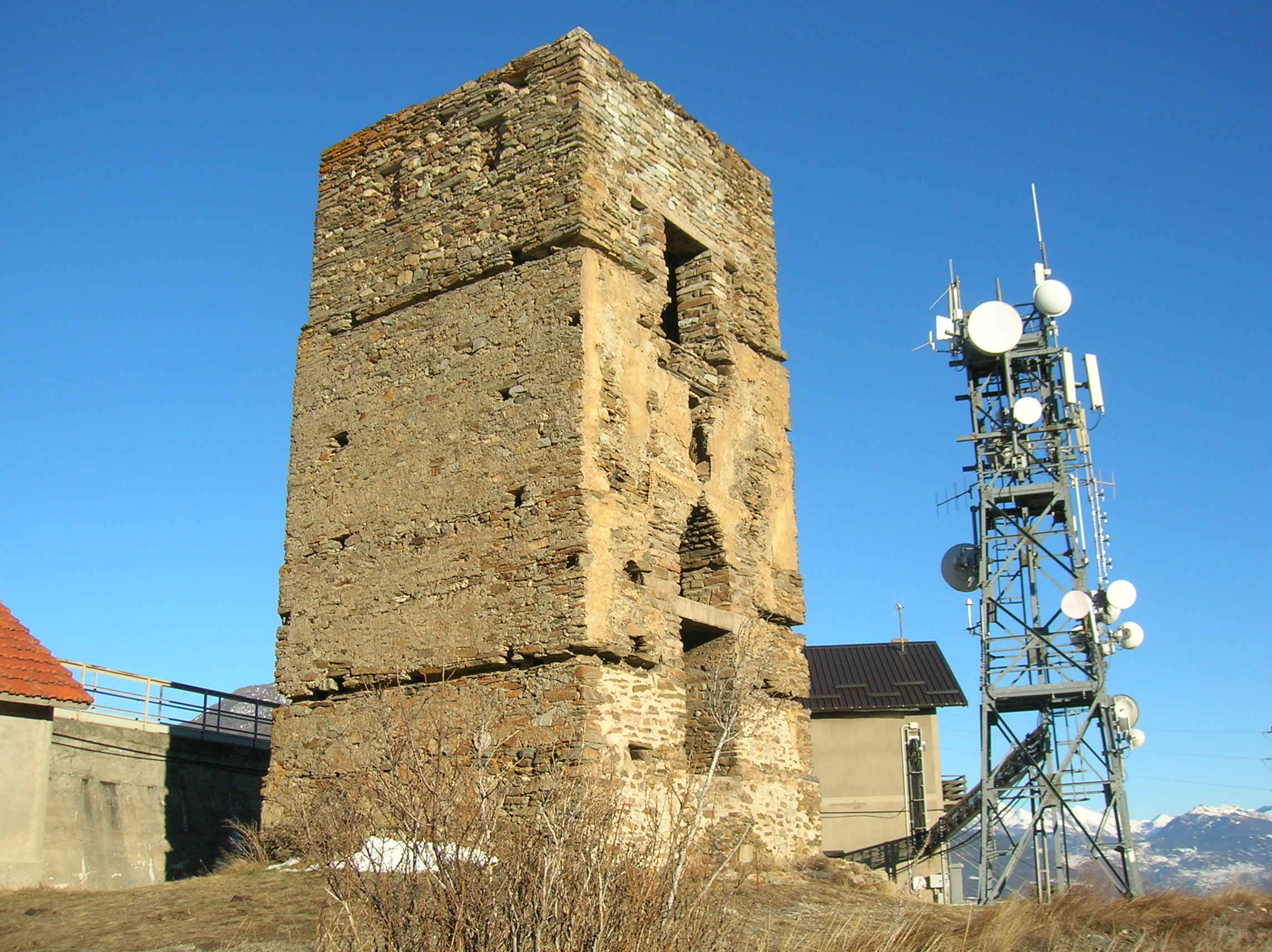
La torre di segnalazione di Ville-sur-Nus

### Siti archeologici
- La necropoli di Vollein, scoperta nella località Les Cleyves nel 1968 e oggi visitabile, è databile al Neolitico. Sia da un punto di vista storico che geologico è uno dei siti archeologici più interessanti della Valle d'Aosta, con più di 60 tombe a cista, testimonianze del periodo delle glaciazioni e varie incisioni rupestri risalenti al II millennio a.C.[13]

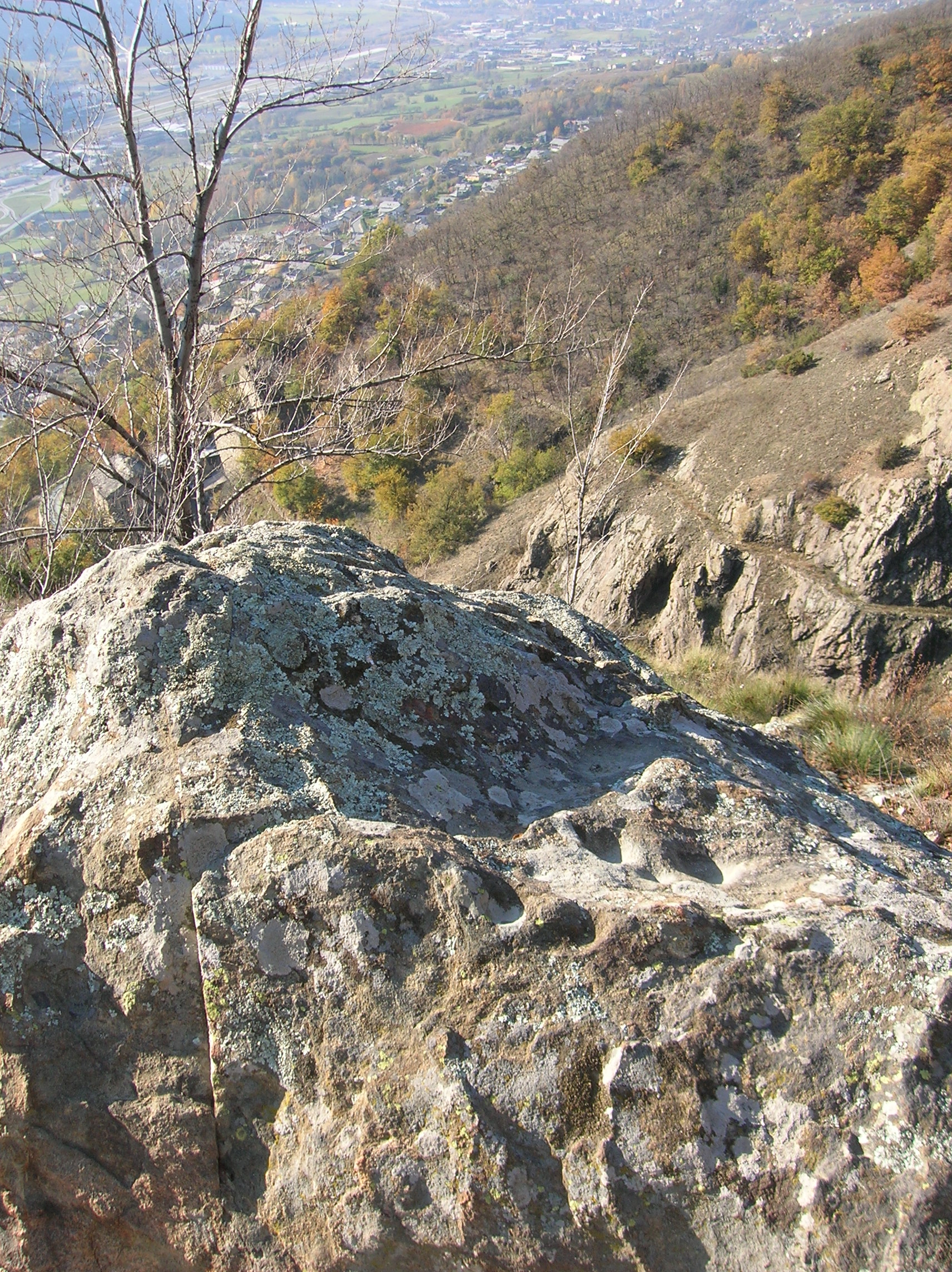
Coppelle preistoriche sopra il castello di Quart
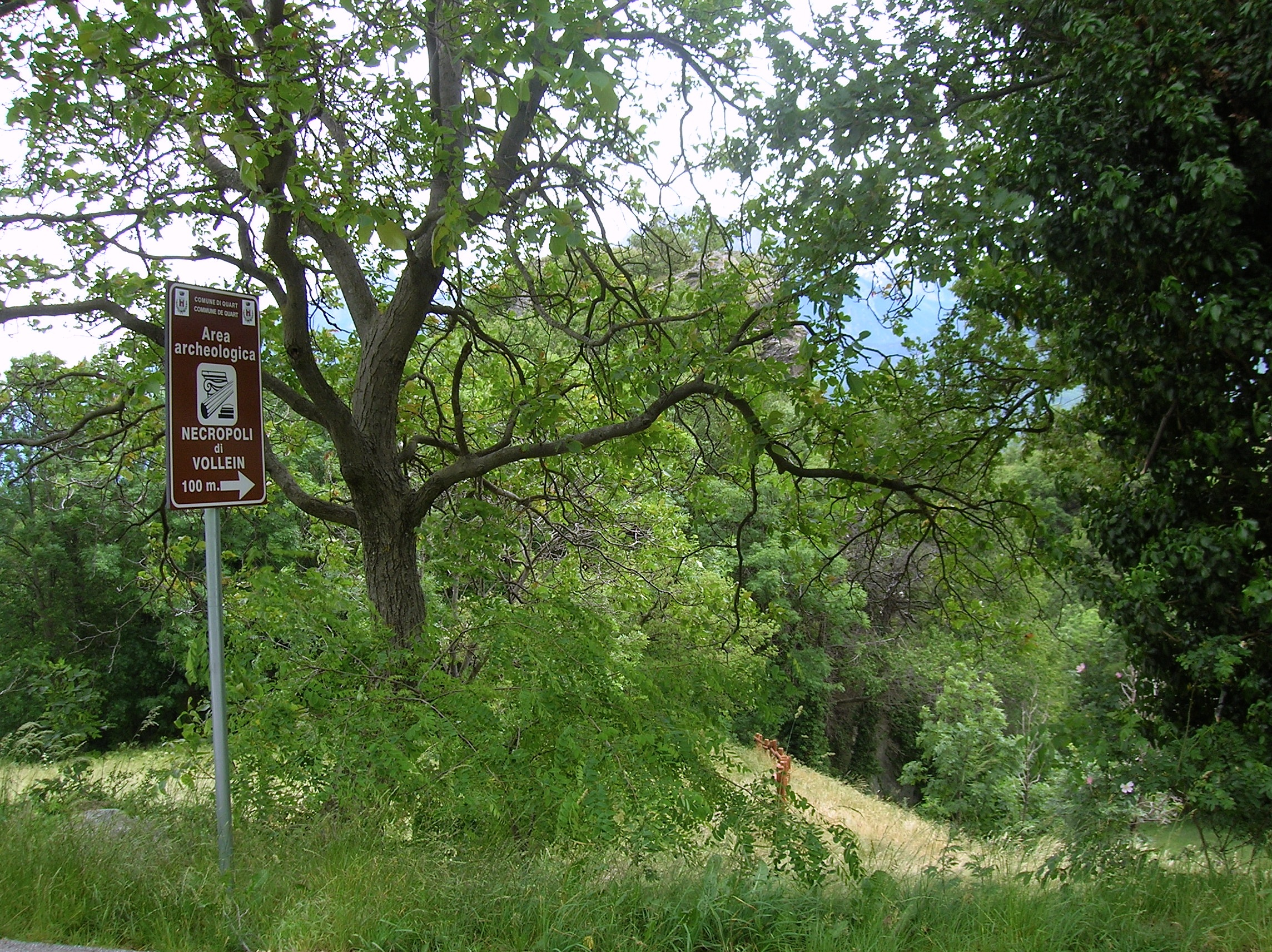
Cartello per la necropoli di Vollein
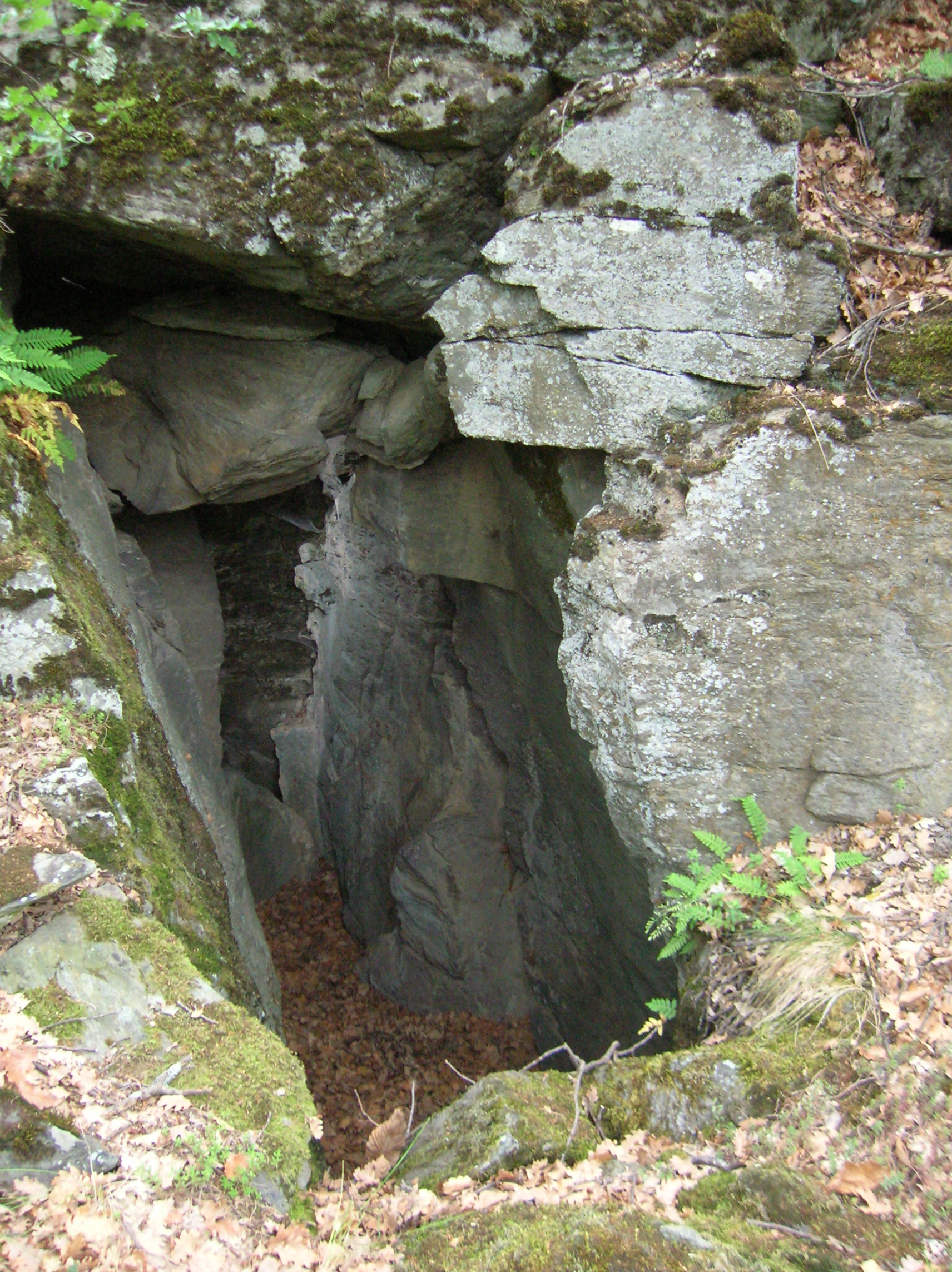
La necropoli di Vollein

### Aree naturali
La Riserva naturale Les Îles è una zona umida vicino alla Dora istituita nel 1995 sui territori comunali di Brissogne, Nus, Quart e Saint-Marcel.

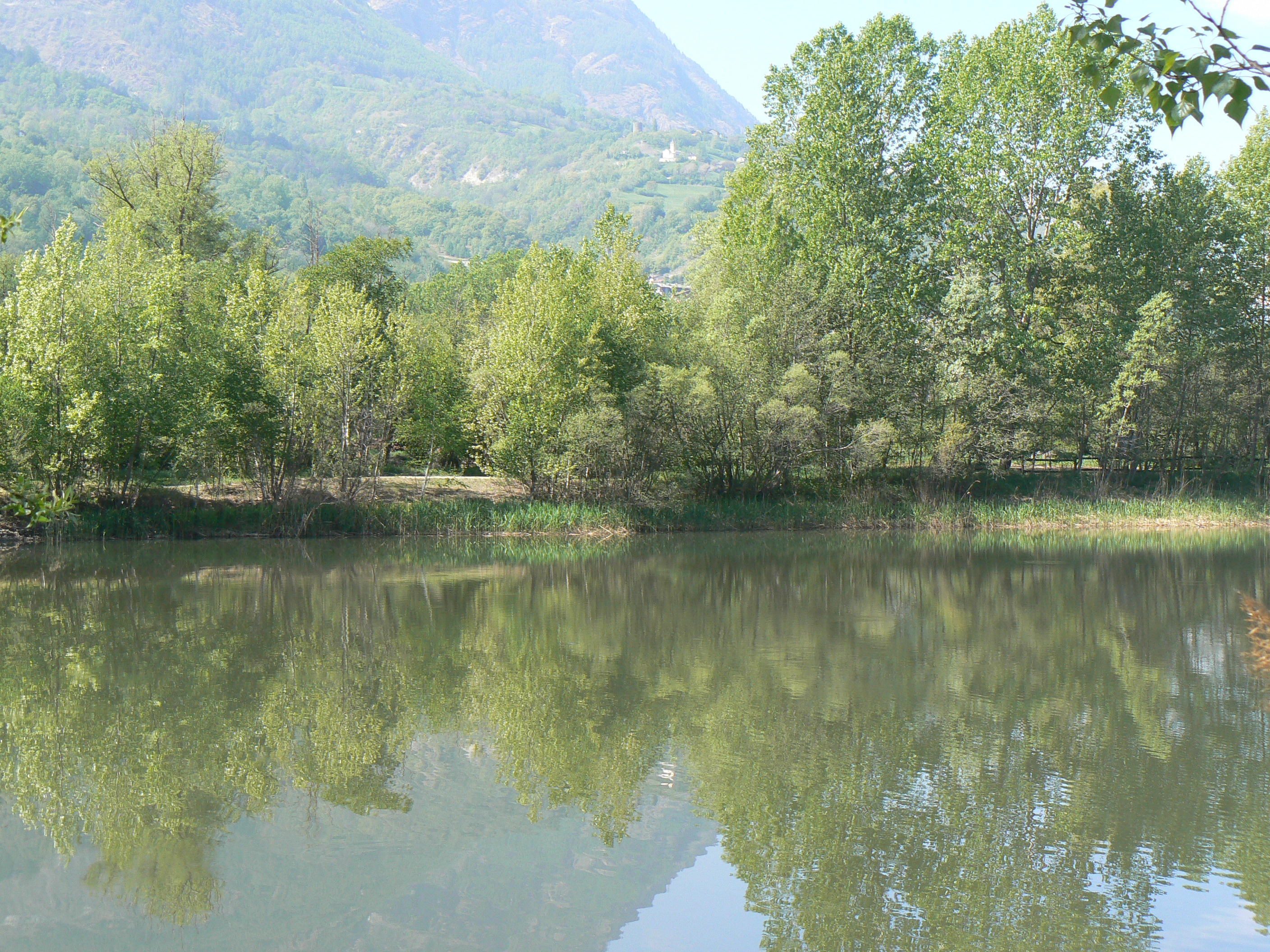
La Riserva di Les Îles

## Società

### Evoluzione demografica
Abitanti censiti

### Lingue e dialetti
Come nel resto della regione, anche in questo comune è diffuso il patois valdostano.

## Cultura

### Biblioteche

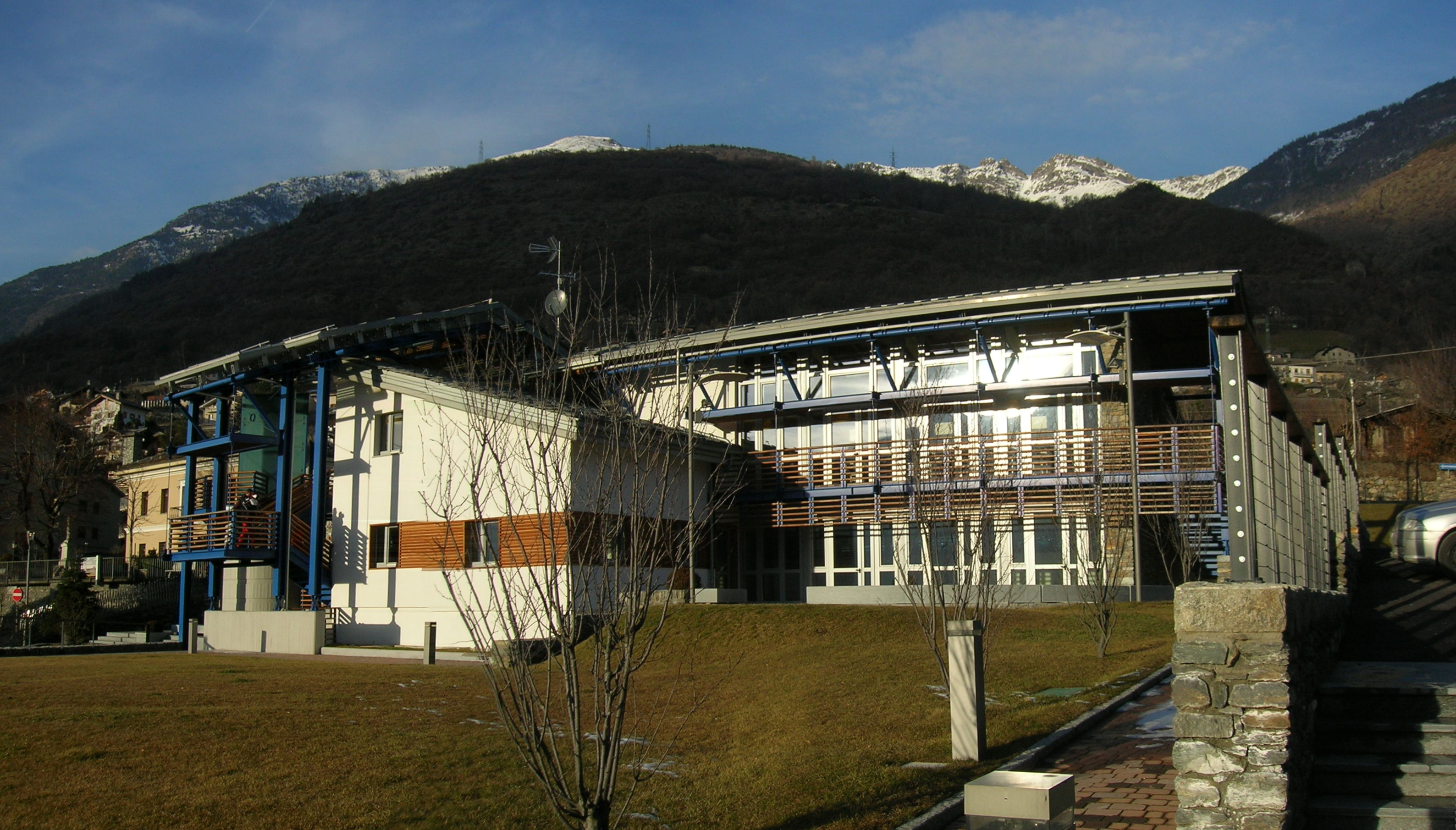
La biblioteca di Quart

Nell'ex-Villa Pesando, in località Bas Villair, ha sede la biblioteca comunale.

### Musei

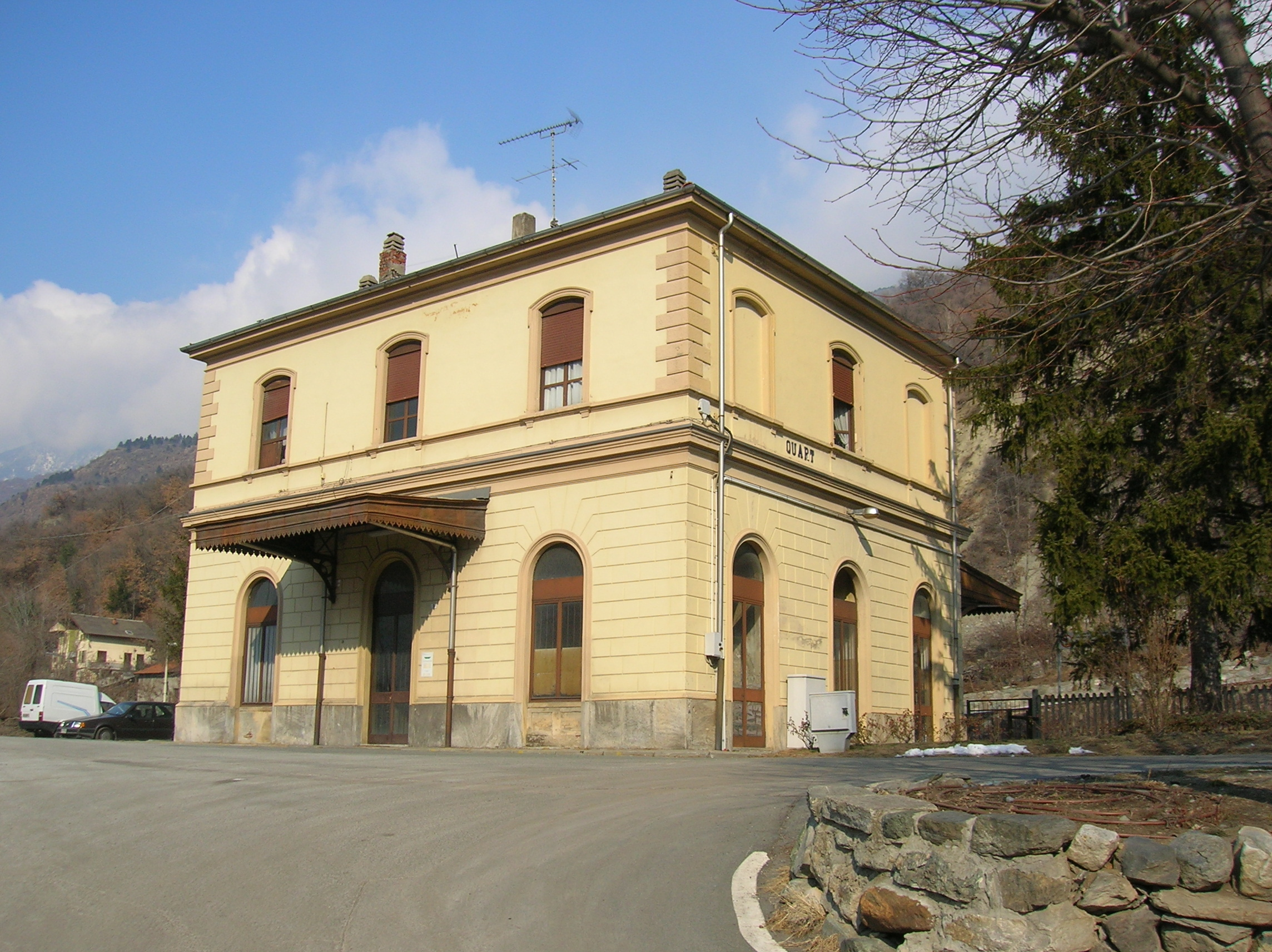
La stazione ferroviaria di Quart-Villefranche.

Presso la stazione ferroviaria di Quart-Villefranche, oggi dismessa, si trova il Museo ferroviario valdostano, promosso dall'associazione omonima.

### Eventi
Tra gli eventi più importanti si segnalano i carnevali di Villefranche e del Villair, quest'ultimo denominato Quart-Naval (omofono della parola francese carnaval, che significa "carnevale").

### Cucina
Tra i prodotti tipici si segnala il cotechino di Quart.

## Economia
Le attività prevalenti sono da sempre l'allevamento, la produzione lattiero-casearia e l'agricoltura, favorita a partire dal XIII secolo dalla costruzione dei Rû (pron. rü), importanti canali irrigui, per sfruttare al meglio l'ottima esposizione del comune all'adret. Il primo fu il Rû Prévôt, costruito alla fine del Duecento per volontà del prevosto della cattedrale di Aosta Pierre de Quart, al quale è dedicato, per condurre le acque del Buthier dall'alta Valpelline fino a Quart.

## Amministrazione
È il comune più popoloso dell'Unité des Communes valdôtaines Mont-Émilius e ne ospita la sede amministrativa.

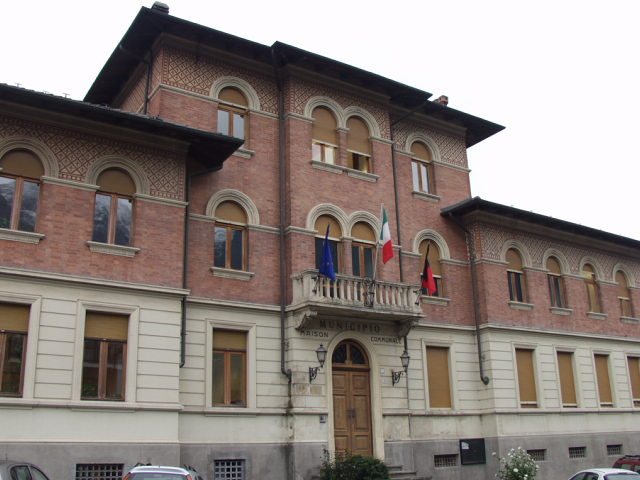
Il municipio, a Villefranche

Di seguito è presentata una tabella relativa alle amministrazioni che si sono succedute.
| Periodo           | Periodo           | Primo cittadino    | Partito          | Carica  | Note   |
| ----------------- | ----------------- | ------------------ | ---------------- | ------- | ------ |
| 6 giugno 1985     | 18 maggio 1990    | Renzo Barocco      | Union Valdôtaine | Sindaco | [ 20 ] |
| 18 maggio 1990    | 29 maggio 1995    | Renzo Barocco      | Union Valdôtaine | Sindaco | [ 20 ] |
| 29 maggio 1995    | 8 maggio 2000     | Andrea Rosset      | Union Valdôtaine | Sindaco | [ 20 ] |
| 8 maggio 2000     | 9 maggio 2005     | Andrea Rosset      | lista civica     | Sindaco | [ 20 ] |
| 9 maggio 2005     | 1º luglio 2008    | Andrea Rosset      | lista civica     | Sindaco | [ 20 ] |
| 1º luglio 2008    | 24 maggio 2010    | Giovanni Barocco   | lista civica     | Sindaco | [ 20 ] |
| 24 maggio 2010    | 11 maggio 2015    | Giovanni Barocco   | lista civica     | Sindaco | [ 20 ] |
| 11 maggio 2015    | 11 aprile 2018    | Giovanni Barocco   |                  | Sindaco | [ 20 ] |
| 11 aprile 2018    | 22 settembre 2020 | Eugenio Acheron    |                  | Sindaco | [ 20 ] |
| 23 settembre 2020 | in carica         | Fabrizio Bertholin | lista civica     | Sindaco | [ 20 ] |

## Sport
A Quart si gioca sia a palet sia a tsan, caratteristici sport tradizionali valdostani.